# T'aekkyŏn
T'aekkyŏn là một môn võ thuật truyền thống Triều Tiên với nhiều động tác trong giống như những điệu múa. Những bức tranh tường trong các lăng mộ vương gia Cao Câu Ly ở Samsil cho thấy T'aekkyŏn xuất hiện ngay từ thời Tam Quốc Triều Tiên, được truyền bá từ Cao Câu Ly sang Tân La. Tuy nhiên tác phẩm sớm nhất viết về T'aekkyŏn (mang tên Manmulmo hay Jaemulmo do Lee Sung-Ji viết) xuất hiện mãi đến tận năm 1790.  Thông thường, T'aekkyŏn được phiên âm La Tinh thành Taekkyon hay Taekyon.

## Hưng thịnh và suy tàn
Thật ra trước đây T'aekkyŏn chưa bao giờ được phổ biến trên toàn bán đảo Triều Tiên, nhưng nó rất thịnh hành tại khu vực xung quanh Hán Thành, kinh đô của vương quốc Triều Tiên. Vào thời cực thịnh của mình, thậm chí vua Triều Tiên đương thời cũng thường xuyên luyện tập T'aekkyŏn và các trận tỉ thí T'aekkyŏn (Subak) rất phổ biến. Tuy nhiên, người kế ngôi vị vua ấy lại ra lệnh cấm tiệt các trận tỉ thí vì sự lan tràn của nạn cá độ liên quan đến các trận T'aekkyŏn - đã có trường hợp con bạc gán cả vợ con, nhà cửa của mình - điều này khiến cho T'aekkyŏn trở thành một môn võ thuật thuần túy. Sau đó Subak chia làm hai loại yusul và T'aekkyŏn, during the early Joseon Dynasty.
Tuy nhiên, sự thịnh hành của T'aekkyŏn suy giảm nghiêm trọng khi Tống nho phát triển mạnh tại Triều Tiên, và trong thời kỳ Nhật Bản đô hộ Triều Tiên thì môn võ này gần như bị mai một. Tuy nhiên, sau khi nền đô hộ của phát xít Nhật sụp đổ vào năm 1945, T'aekkyŏn được phục hưng trở lại. Thật vậy, khi người Nhật ra sức cấm đoán và tìm cách hủy diệt T'aekkyŏn, vị võ sư cuối cùng của T'aekkyŏn cổ truyền là Song Duk-Ki vẫn cố gắng duy trì việc tập tuyện đều đặn môn võ này và ông đã gieo những mầm mống đầu tiên cho sự phục hưng của T'aekkyŏn. Ông được công nhận là "di sản văn hóa sống" của Hàn Quốc theo Important Intangible Cultural Asset số 76 vào ngày 1 tháng 6 năm 1983. Song Duk-ki là võ sư Hàn Quốc duy nhất được công nhận danh hiệu này.

## Các đòn thế võ thuật

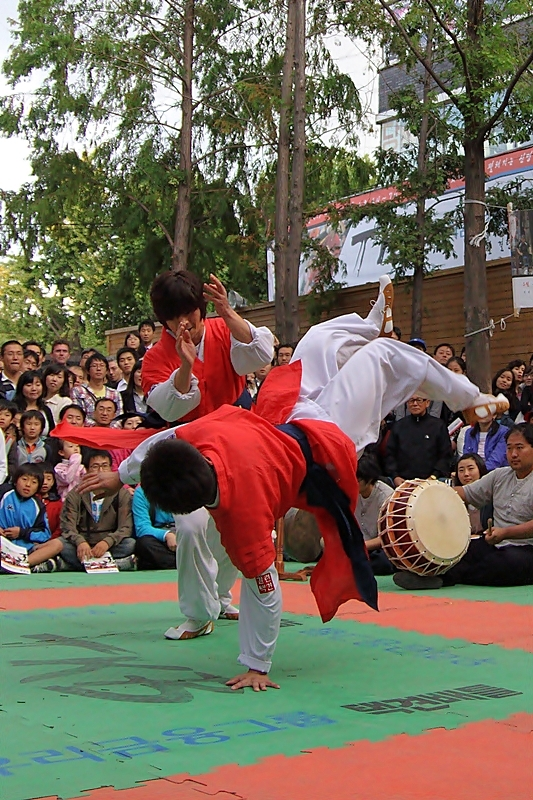
Nal-Chi-Gi

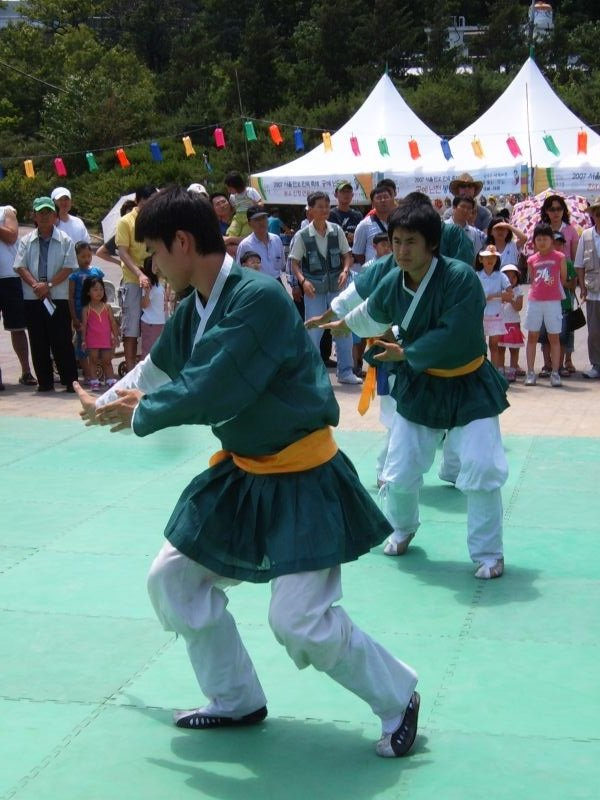
Những võ sinh đang biểu diễn taekkyeon trong lễ hội Hi! Seoul Festival ngày 28 tháng 4 năm 2007

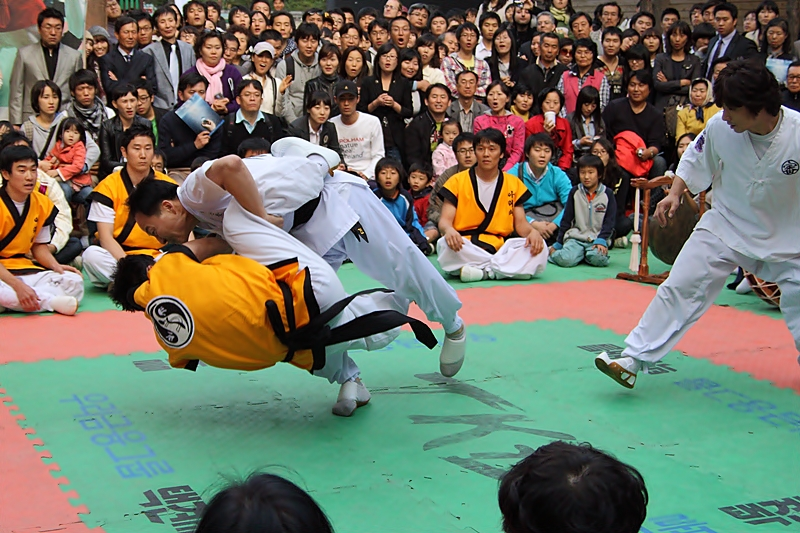
Tae-Jil

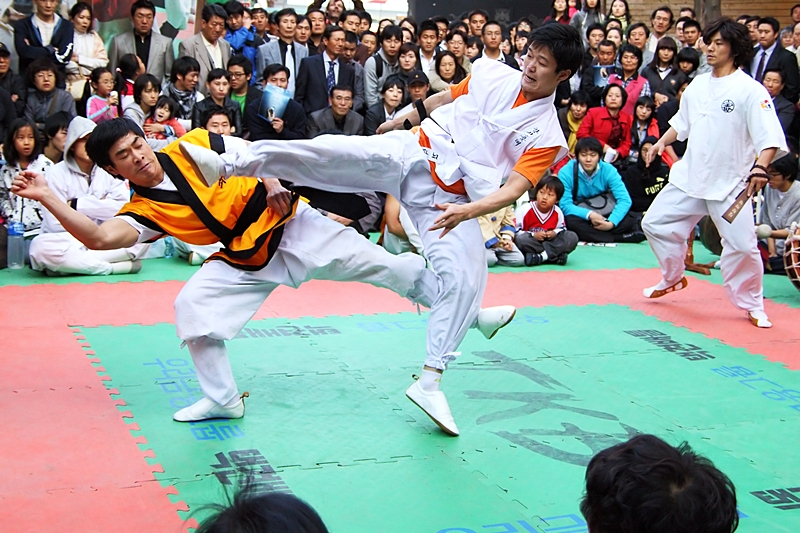
Up-Eo-Chi-Gi

T'aekkyŏn bao gồm nhiều loại đòn thế khác nhau, từ đòn đấm, đòn đá cũng như khóa khớp, cụng đầu. Tuy nhiên hiện nay thì một số chi phái T'aekkyŏn không thật sự nhấn mạnh tất cả các loại đòn thế này. Các đòn chân của T'aekkyŏn rất phong khú và đa dạng, đặc biệt là các đòn low kick như ddanjuk và các động tác nhảy.
Taekkyon sử dụng nhiều kỹ thuật khác nhau bao gồm đá, đấm, đầu gối, đòn trỏ, tấn công huyệt đạo, ném, khóa khớp, húc đầu và đấu vật. Toàn bộ cơ thể được sử dụng trong mỗi động tác. Mặc dù taekkyon chủ yếu sử dụng các đòn đá, đấm và đòn tay được tung ra từ các tư thế và bộ pháp nhanh nhẹn và không tập trung nhiều vào kĩ thuật ground-fighting (vật lộn dưới đất), nhưng nó kết hợp nhiều kỹ thuật ném, vật ngã và vật lộn khác nhau để bổ sung cho trọng tâm tấn công của nó. Mục đích chính của taekkyon là bắt đối thủ mất cảnh giác bằng cách sử dụng toàn bộ trọng lượng cơ thể và bắt đòn tấn công của đối thủ mất thăng bằng trước khi trả đòn lại.
Pumbalki (bộ pháp)
Một trong những điểm độc đáo của Taekkyeon nằm ở bộ pháp pum balbki (품밟기) trong đó người sử dụng di chuyển và chiến đấu theo hình tam giác như một điệu nhảy. Bộ pháp này mang sự mượt mà và nhịp nhàng, giúp cho võ sĩ dịch chuyển trọng tâm nhanh chóng. Nó có tác dụng tăng cường sức mạnh cho eo và phần dưới của cơ thể cũng như giúp dễ dàng cân bằng giữa tấn công và phòng thủ.
Baljil (đá)
Taekkyon nổi tiếng với các kỹ thuật đá đến nỗi các tài liệu ghi chép cổ đại gọi nó bằng những cái tên đầy chất thơ như "Nhất Bách Thần Phi Cước Pháp" ( baek gisintong bigaksul ), "thoái pháp" ( gak sul ) hoặc "Không cước" ( bi gak sul ). Các trường phái taekkyon hiện đại dạy nhiều cú đá khác nhau từ vị trí thấp, trung bình đến cao và cả các động tác nhảy. Một số cú đá tiêu biểu khác cũng xuất hiện như các cú đá quét thấp bằng cách sử dụng bàn chân, gót chân và các cú đá cao hình lưỡi liềm vô cùng uyển chuyển với đòn chân chân ra ngoài từ giữa, được gọi là "gyeot chigi" , và vào trong từ bên ngoài bằng cách sử dụng cạnh gót chân và cạnh bàn chân. Môn võ này cũng sử dụng các kĩ năng như khinh công (bật nhảy/xoay vòng tung cước, bật tường, di chuyển nhịp điệu,...
Ttanjuk (khóa khớp) và Taejil (ném)
Taekkyeon có các kỹ thuật dùng để khóa và làm xoắn khớp của đối thủ (có nét tương đồng với Cầm Nã Thủ), nhằm khống chế và phản công bằng 1 đòn theo sau tấn công bằng tay hoặc chân. Taekkyeon cũng có kĩ thuật ném vật. Khi đối thủ mất thăng bằng, người sử dụng có thể tiếp tục bằng một cú ném hoặc một cú ngã. Điều quan trọng là sử dụng sức mạnh của chính đối thủ để phản công.
Đòn tay (comming soon)